# بررسی موجز
بررسی موجز (انگلیسی: Capsule review) یا نقد خُرد (mini review) شکلی از ارزیابی است که معمولاً در روزنامه‌نگاری کاربرد دارد و نقد نسبتاً کوتاهی از یک اثر خلاقانه خاص (فیلم، آلبوم موسیقی، رستوران، نقاشی و غیره) ارائه می‌کند. بررسی‌های موجز یا چکیده معمولاً در نشریاتی مانند روزنامه‌ها و مجلات دیده می‌شوند و ممکن است در بخش فرهنگی یک نشریه قرار گیرند.
راهنمای فیلم لئونارد ملتین یک کتاب مشهور است که شامل هزاران نقد سینمایی خُرد به قلم نویسنده نامدار فیلم لئونارد ملتین است، از جمله کوتاه‌ترین نقد چکیدهٔ جهان بر اساس کتاب رکوردهای جهانی گینس، یک نقد ۲ از ۴ ستاره از فیلم موزیکال آیا عاشقانه نیست؟ (۱۹۴۸) که فقط از کلمه «نه» تشکیل شده بود.